# Верруа-По
Верруа-По (італ. Verrua Po) — муніципалітет в Італії, у регіоні Ломбардія, провінція Павія.
Верруа-По розташована на відстані близько 450 км на північний захід від Рима, 45 км на південь від Мілана, 12 км на південь від Павії.
Населення — 1293 особи (2014).

## Демографія
Населення за роками:

Станом на 1 січня 2023 року в муніципалітеті офіційно проживали 54 іноземці з 8 країн, серед них 23 громадяни країн Євросоюзу та 13 громадян України.

## Сусідні муніципалітети
- Брессана-Боттароне
- Казанова-Лонаті
- Меццаніно
- Пінароло-По
- Реа
- Травако-Сіккомаріо